# 1751 en littérature
| Années de la littérature : 1748 - 1749 - 1750 - 1751 - 1752 - 1753 - 1754    |
| Décennies de la littérature : 1720 - 1730 - 1740 - 1750 - 1760 - 1770 - 1780 |

Cet article présente les faits marquants de l'année 1751 en littérature.

## Événements
- 1er juillet : parution du premier volume de l'Encyclopédie ; Discours préliminaire de l'Encyclopédie par d'Alembert. Il faut 25 ans pour arriver au terme de ce projet[1].

- Bible, dite d'Élisabeth, imprimée en slavon, soigneusement vérifiée pour l'Ancien Testament sur la version des Septante[2].
- Voltaire envoie le manuscrit de son conte philosophique Micromégas à l'éditeur parisien Lambert ; comme il se moque Fontenelle, Malesherbes interdit la publication, mais un autre éditeur parisien, Grangé, achète le manuscrit et le publie clandestinement. son édition est saisie, mais un exemplaire sert à la publication de l'ouvrage à Gotha par Mevius et Dietericht en mars 1752[3].

## Parutions
- David Hume, An Enquiry Concerning the Principles of Morals (en), London, A. Millar, 1751 (présentation en ligne), (« Enquête sur les principes de la morale »).
- Pierre Thomas Nicolas Hurtaut, L'Art de péter, rue Pet-en-Gueule, au Soufflet, Chez Florent-Q, 1751 (présentation en ligne), publication anonyme.
- Voltaire, Le Siècle de Louis XIV, Berlin, C. F. Henning, 1751 (présentation en ligne). Il expérimente une réforme de l'orthographe, élimine des majuscules et substitue le a au o dans les imparfaits[4].

### Fictions
- A partir de janvier[5] : Samuel Richardson (trad. Antoine François Prévost), Lettres angloises, ou Histoire de Miss Clarisse Harlove, A Londres, chez Nourse, libraire, dans le Strand [i. e. Paris, Pierre-Nicolas Delormel, 1751 (présentation en ligne)

- Louis-Charles Fougeret de Monbron, La fille de joye : ouvrage quintessencié de l'anglois, A Lampsaque, 1751 (présentation en ligne) (« La Fille de joie »), une traduction du livre érotique Fanny Hill de John Cleland.
- Tobias Smollett, The Adventures of Peregrine Pickle, London, D. Wilson, 1751 (présentation en ligne), en quatre volumes.

- Michel-Jean Sedaine, Épitre à mon habit, 1751 (présentation en ligne), recueil de poèmes.
- Thomas Gray, An Elegy wrote in a Country Church Yard, London, Robert Dodsley, 1751 (présentation en ligne) (« Élégie écrite dans un cimetière de campagne »), poème.

## Naissances
- 2 novembre : Théodore-Pierre Bertin, traducteur et sténographe français († 25 janvier 1819).